# Haplocoelum dekindtianum
Haplocoelum dekindtianum là một loài thực vật có hoa trong họ Bồ hòn. Loài này được (Engl.) Radlk. mô tả khoa học đầu tiên năm 1921.